# Tomáš Kůgel
Tomáš Kůgel (* 24. října 1988) je český herec a hudebník – klarinetista, saxofonista a zpěvák.

## Život
Vystudoval na Pražské konzervatoři a JAMU hru na klarinet. Účinkuje v kapelách Circus Brothers, ChristmasBrass Band, Jaamydwa, Rotengam group, Mr. Elastik, Malý Ryby a Domažlická Dudácká muzika. Je členem improvizační skupiny My kluci, co spolu chodíme a od roku 2022 hraje v divadelní hře Veselé Velikonoce s Martinem Hofmannem. Od roku 2011 moderuje a skládá hudbu pro dětský pořad Studio Kamarád.

## Filmografie

### Filmy
- Šťastný smolař (2012)
- Svatojánský věneček (2015)
- Karel, já a ty (2019)

### Seriály
- Clona (2014)
- Neviditelní (2014)
- První republika (2018)
- Rodinné vztahy (2018)

### Pořady
- Studio Kamarád (moderátor, od roku 2012)

## Divadlo
- Veselé Velikonoce – Divadlo Palace
- DRÁKULA reloaded
- Válka s Mloky
- Divadlo Aqualung
- Intermezzo
- Kafkovy proměny v brouka
- Divadlo Aqualung